# Награды Мэнцзяна

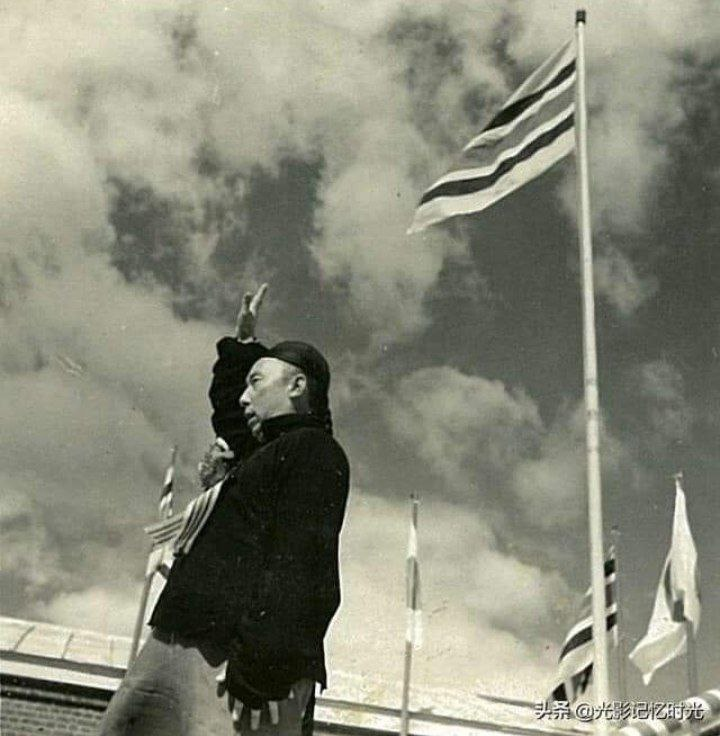
Дэмчигдонров на церемонии провозглашения Мэнцзяна как республики

Награды Мэнцзяна — комплекс исторических наград исторического государства-марионетки Японской империи — Республики Мэнцзян.  Наградная система начала своё формирования после провозглашения Автономного правительства Объединённых монгольских аймаков. 
Самая первая награда — Памятная медаль 2-го Великого совета Мэнцзяна, была подобна медалям Империи Цин, они были для неё образцом. Но, постепенно, прояпонский лидер Мэнцзяна — Дэмчигдонров начал отказываться от идей панкитаизма, несмотря на то, что большинством населения Мэнцзяна были ханьцы, и постепенно заменять всё китайское японским и монгольским. Так, текст на китайском стал комплектоваться вместе со старомонгольским письмом, а единственная военная награда — знак «За военные заслуги», начала производиться в Японской империи, а Медаль «За заслуги в основании республики Мэнцзян» вообще была создана по японскому образцу. Производилась она, соответственно, в Японской империи.

## Награды
- Памятная медаль 2-го Великого совета Мэнцзяна — Первая награда Мэнцзяна. Учреждена в октябре 1937 года.
- Памятная медаль 3-го Великого совета Мэнцзяна — Вторая награда Мэнцзяна. Учреждена 1 июля 1938 года.
- Медаль «За заслуги в основании республики Мэнцзян» — последняя и самая распространенная награда Мэнцзяна. Учреждена 1 сентября 1939 года.
- Знак «За военные заслуги» — Единственная военная награда Мэнцзяна. Учреждён 20 марта 1938 года. В трёх степенях:

 — 1 степень
 — 2 степень
 — 3 степень